# November 1980
Portal Geschichte | Portal Biografien | Aktuelle Ereignisse | Jahreskalender | Tagesartikel

◄ |
19. Jahrhundert |
20. Jahrhundert
| 21. Jahrhundert

◄ |
1950er |
1960er |
1970er |
1980er
| 1990er | 2000er | 2010er | ►

◄ |
1976 |
1977 |
1978 |
1979 |
1980
| 1981 | 1982 | 1983 | 1984 | ►

◄ |
August 1980 |
September 1980 |
Oktober 1980 |
November 1980 |
Dezember 1980 |
Januar 1981 |
Februar 1981 |
►
Dieser Artikel behandelt aktuelle Nachrichten und Ereignisse im November 1980.

## Tagesgeschehen

### Samstag, 1. November 1980
- Bonn/Deutschland: Der Ministerpräsident des Saarlands Werner Zeyer (CDU) tritt sein Amt als Präsident des Bundesrates an.[1]

### Montag, 3. November 1980
- Wien/Österreich: Der Ausschuss für die friedliche Nutzung des Weltraums der Vereinten Nationen nimmt u. a. die Volksrepublik China als Mitglied auf.[2]

### Dienstag, 4. November 1980

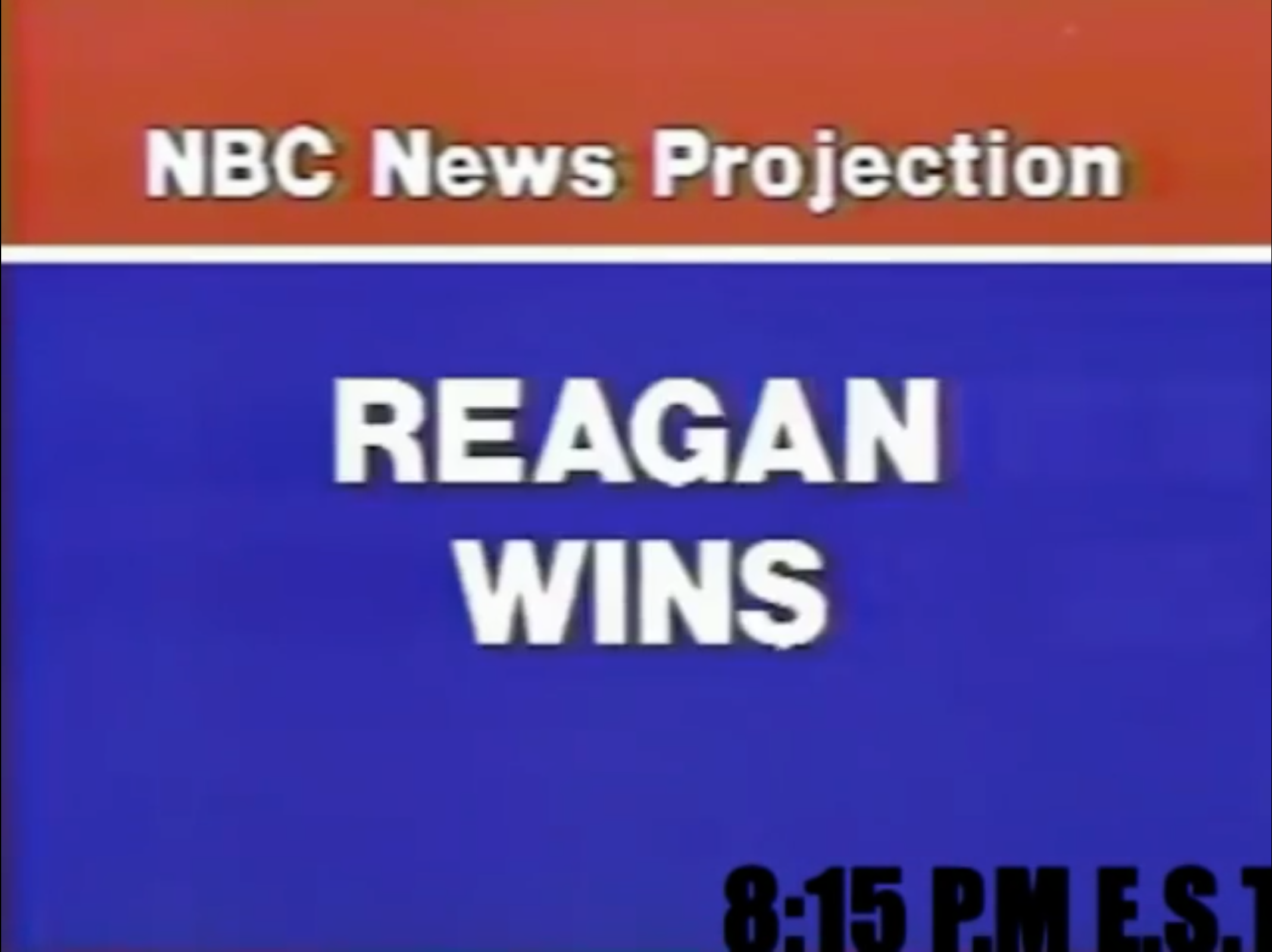
NBC News am Abend der Präsidentschaftswahl

- Washington, D.C./Vereinigte Staaten: Bei der Präsidentschaftswahl in den Vereinigten Staaten gewinnt Ronald Reagan (Republikanische Partei) gegen den amtierenden US-Präsidenten Jimmy Carter (Demokratische Partei), der deutliche Unterstützung diesmal nur in den Gruppen der Afro-Amerikaner, der Hispanics und der Bürger mit einem Jahreseinkommen von weniger als 10.000 US-Dollar erfährt. Von allen Wählerstimmen entfallen auf Reagan 50,7 %, auf Carter 41 % und auf den parteilosen John Anderson 6,6 %. Bei der gleichzeitig stattfindenden Wahl zum Senat lösen die Republikaner die Demokraten als Mehrheitspartei ab, die Wahl zum Repräsentantenhaus bestätigt die Mehrheit der Demokraten im Repräsentantenhaus.[3]

### Mittwoch, 5. November 1980

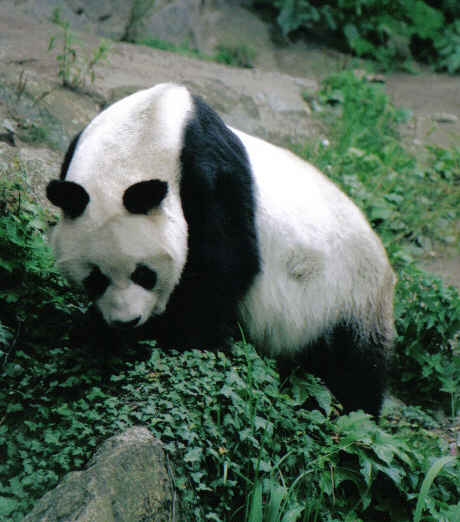
Bao Bao (2006)

- Berlin/Deutschland: Der Zoologische Garten Berlin empfängt die Großen Pandas Bao Bao und Tjen Tjen als Geschenke der Volksrepublik China an Bundeskanzler Helmut Schmidt. Die Bären erhalten ein klimatisiertes Gehege. Aus der Bevölkerung wird angemahnt, dass man für diese Kosten auch eine Kindertagesstätte bauen könnte. Aktivisten drohen mit der Besetzung des Zoos.[4]
- Bonn/Deutschland: Die Mitglieder des Bundestags wählen Helmut Schmidt (SPD) mit 266 von 497 möglichen Stimmen zum dritten Mal zum Bundeskanzler. Das Votum für Schmidt liegt fünf Stimmen unter der Anzahl der den Regierungsparteien SPD und FDP zugehörigen Mandatsträger.[5]

### Montag, 10. November 1980
- New York/Vereinigte Staaten: Die Zeitschrift People berichtet, dass 91 der 220 Darsteller und Crew-Mitglieder des Films Der Eroberer an Krebs erkrankt und 46 weitere bereits verstorben sind. Der Hauptdarsteller John Wayne starb im Juni 1979 an Magenkrebs. Nach einem Kernwaffentest regnete während der Dreharbeiten 1954 in Utah radioaktiver Niederschlag auf das Filmset herab.[6]

### Donnerstag, 13. November 1980
- München/Deutschland: Der Landesverband Bayern e. V. im Börsenverein des Deutschen Buchhandels und die Stadt München vergeben erstmals den Literaturpreis Geschwister-Scholl-Preis. Das erste Buch, dem die Auszeichnung zuteilwird, ist das Werk Eine Liebe in Deutschland des deutschen Schriftstellers Rolf Hochhuth.[7]

### Samstag, 15. November 1980

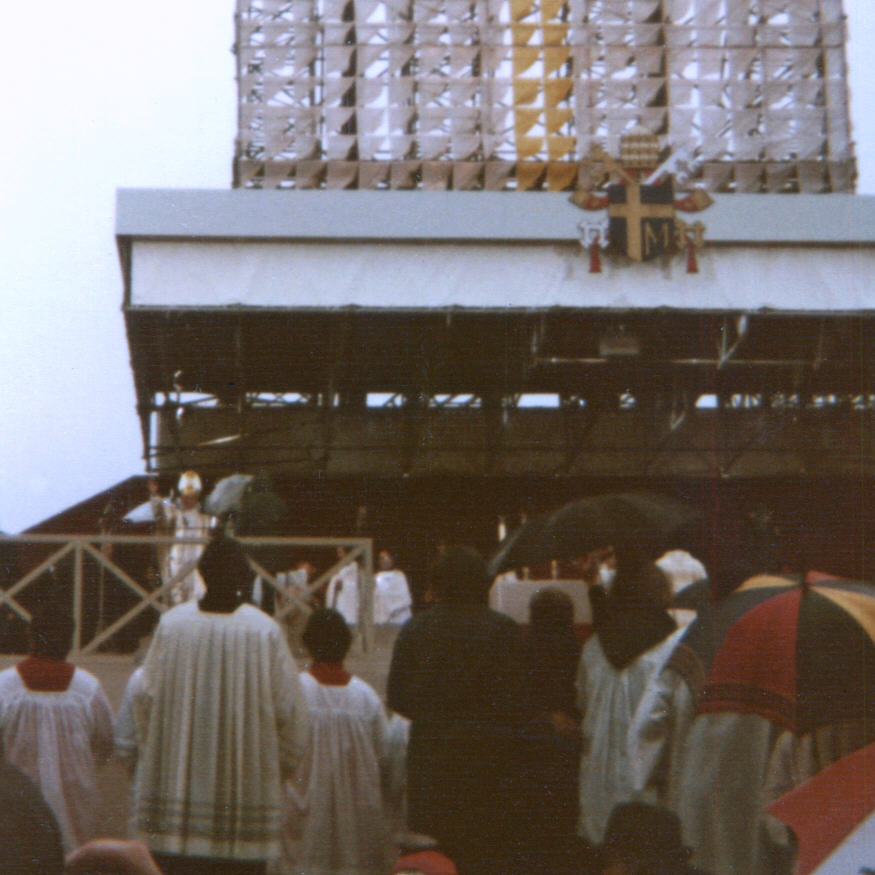
Heilige Messe im Butzweilerhof in Köln

- Köln/Deutschland: Papst Johannes Paul II. beginnt seinen mehrtägigen Besuch der Bundesrepublik Deutschland mit einer Heiligen Messe im Butzweilerhof. Am Grab des Priesters und Sozialreformers Adolph Kolping bezeichnet er später den Begründer des Kolpingwerks als „Leitbild“ für die Katholische Kirche „von heute“. Letztmals besuchte ein Papst im 18. Jahrhundert ein deutsches Land auf dem Gebiet der heutigen Bundesrepublik.[8]

### Sonntag, 16. November 1980
- Krefeld/Deutschland: Am Ende des Krefelder Forums der „alten“ und „neuen“ Friedensbewegung stellen die Teilnehmer öffentlichkeitswirksam einen Text von Josef Weber, einem ehemaligen Wehrmacht-Oberst, und Gert Bastian, einem ehemaligen Generalmajor der Bundeswehr, vor, der sich gegen das so genannte „atomare Wettrüsten“ zwischen den Militärbündnissen NATO und Warschauer Pakt richtet. Die Liste der Unerschreiber ist offen, es kann jede Person in der Bundesrepublik unterzeichnen.[9]

### Montag, 17. November 1980
- Bonn/Deutschland: Die Legislative veröffentlicht zur Stärkung bundesdeutscher Steinkohle-Bergbauregionen die Neufassung des Dritten Verstromungsgesetzes. Mit dem so genannten „Kohlepfennig“ sorgt weiterhin eine Sonderabgabe, welche die Verbraucher auf ihrer Stromrechnung finden, für bessere Wettbewerbsfähigkeit der Kohlewirtschaft. Ab sofort richtet sich der Betrag nach dem Weltmarktpreis des Energieträgers Öl – wenn der Preis für Heizöl sinkt, erhöht sich automatisch die Pflichtabgabe zur Förderung der Kohleverstromung.[10]

### Dienstag, 18. November 1980
- Teheran/Iran: Das Außenministerium berichtet, dass die Streitkräfte des Irak im Golfkrieg chemische Kampfstoffe einsetzen. Über iranischen Stellungen bei Susangerd habe der Feind Senfgas-Kanister abgeworfen.[11]

### Mittwoch, 19. November 1980
- München/Deutschland: Am letzten Tag seiner Deutschland-Reise hält Papst Johannes Paul II. auf der Theresienwiese einen Gottesdienst vor mehreren hunderttausend Menschen ab.[12]

### Donnerstag, 20. November 1980
- Bagdad/Irak: Im Golfkrieg setzen die Streitkräfte des Irak erstmals ihre von der Sowjetunion erworbenen Scud-B-Boden-Boden-Raketen ein. Von ihren mehr als 100 Exemplaren dieser Waffe feuert die Armee an diesem Tag 53 ab.[13]
- Berlin/Deutschland: Das De-facto Staatsoberhaupt der DDR Erich Honecker (SED) drängt beim De-facto-Staatsoberhaupt der Sowjetunion Leonid Breschnew auf eine Wende der Situation in der Volksrepublik Polen durch Truppen des Militärbündnisses Warschauer Pakt, andernfalls könne die kommunistische polnische Regierung bald ihre Macht im Land verlieren.[14]

### Freitag, 21. November 1980
- Paradise/Vereinigte Staaten: Im MGM Grand Hotel and Casino löst der Verlust des Isolierstoffs an den Kabeln eines elektrischen Geräts ein Feuer aus, das sich zu einem Großbrand entwickelt. Der Rauch breitet sich über die Klimaanlage, die Schächte der Aufzugsanlage und geöffnete Feuertüren in weiten Teilen des Gebäudes aus. 85 Menschen kommen bei dem Unglück ums Leben, die meisten von ihnen durch Rauchgasvergiftung. Der deutsche Komiker Otto Waalkes ist unter den Personen, die sich retten können.[15][16]

### Sonntag, 23. November 1980
- Basilikata, Kampanien/Italien: Bei einem Erdbeben der Stärke 7,2 MS in Süditalien sterben circa 3.000 Menschen. Nach ersten Schätzungen ist eine Viertel Million Menschen in Folge des Ereignisses ohne Obdach.[17]

### Dienstag, 25. November 1980
- Ouagadougou/Obervolta: In einem unblutigen Putsch verdrängen Teile des Militärs unter dem Kommando von Saye Zerbo das 1978 durch eine Präsidentschaftswahl legitimierte Staatsoberhaupt Sangoulé Lamizana, das ebenfalls aus den Reihen des Militärs hervorging. Saye Zerbo ruft sich als neuer Präsident des westafrikanischen Landes aus.[18]

## Weblinks

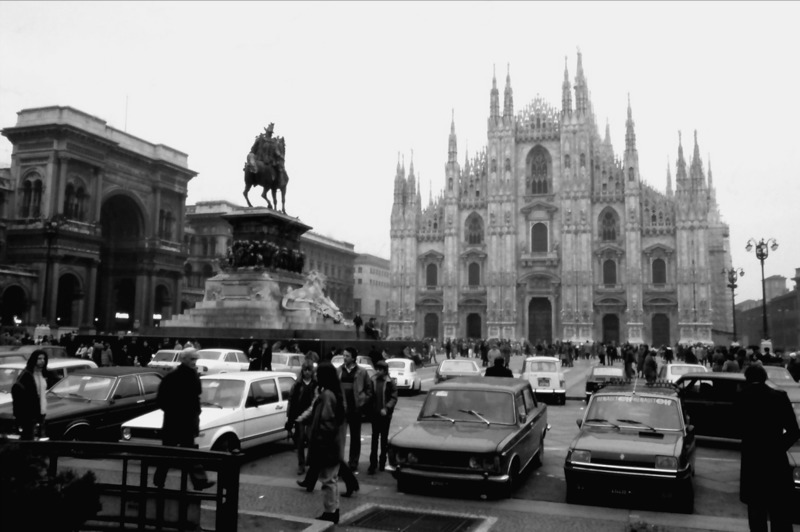
Mailand im November 1980

### Sonntag, 30. November 1980
- Bern/Schweiz: In einer Volksabstimmung nehmen die Stimmberechtigten u. a. einen Bundesbeschluss zur Steigerung der Sicherheit im Straßenverkehr an. Für die Einführung der Gurtpflicht für Fahrzeuglenker von Pkw und die Einführung der Helmpflicht beim Fahren auf motorisierten Zweirädern stimmen 51,6 % der Teilnehmer.[19]